# Sepa (Tabivere)
Sepa – wieś w Estonii, w prowincji Jõgeva, w gminie Tabivere.